# 1508 w literaturze
Wydarzenia literackie w 1508 roku.

## Nowe książki
- Historyja umęczenia Pana naszego Jezusa Chrystusa – pierwsza drukowana po polsku książka

## Urodzili się
- Marin Držić, chorwacki dramaturg
- Isabel de Josa, katalońska pisarka religijna
- Primož Trubar, słoweński pisarz ewangelicki

## Zmarli
- Konrad Celtis, niemiecki humanista